# Caligus lunatus
Caligus lunatus är en kräftdjursart som beskrevs av C. B. Wilson 1924. Caligus lunatus ingår i släktet Caligus och familjen Caligidae. Inga underarter finns listade i Catalogue of Life.